# Schweizer Meister (Fussball)
Der Schweizer Meister im Fussball wird in der Super League ermittelt, die aus zwölf Mannschaften besteht. Der Erstplatzierte dieser Liga wird Schweizer Meister. Rekordmeister ist der Grasshopper Club Zürich. Pro zehn Meistertitel erhält eine Mannschaft einen Meisterstern. Die im Schweizer Ligasystem integrierten  Liechtensteiner Vereine können die Liga gewinnen, aber sich nicht Schweizer Meister nennen. Dieser Fall ist bisher allerdings noch nie eingetreten.
Bis 2003 hiess die höchste Liga Nationalliga A und war dem Schweizerischen Fussballverband (SFV) unterstellt. Heute sind die Super-League-Teilnehmer zusammen mit denjenigen der Challenge League in der Swiss Football League organisiert. Diese ist mit dem SFV assoziiert, welcher unter anderem für das Schiedsrichterwesen verantwortlich ist, den Schweizer Fussball als Mitglied der FIFA und UEFA international vertritt sowie die Promotion League, die 1. Liga Classic, die 2. Liga interregional, alle Frauen- und Junioren-Spitzenligen sowie die Nationalteams organisiert.
Daneben trugen in der Vergangenheit verschiedene andere Sportverbände landesweite Fussball-Meisterschaften aus.

## Schweizer Meister

### Ermittlung des Meisters
Da die höchste Spielklasse wie auch das System zur Ermittlung des Schweizer Meisters im Laufe der Jahrzehnte änderten, galt, dass
- 1897/98 der Sieger des Finals um den Ruinart-Cup,
- 1898/99–1929/30 der Erstplatzierte bzw. der Sieger der Finalrunde der Serie A,
- 1930/31 der Erstplatzierte der Finalrunde der 1. Liga,
- 1931/32–1932/33 der Erstplatzierte der Finalrunde um die Schweizer Meisterschaft, bestehend aus drei Teilnehmern der Nationalliga und dem Sieger der 1. Liga (der Erstligist Lausanne-Sports wurde 1931/32 so Schweizer Meister),
- 1933/34–1943/44 der Erstplatzierte der Nationalliga,
- 1944/45–1975/76 der Erstplatzierte der Nationalliga A,
- 1976/77–2002/03 der Erstplatzierte der Finalrunde der Nationalliga A,
- seit 2003 der Erstplatzierte der Super League, ausgenommen allfälliger Liechtensteiner Vereine (zuvor nicht geregelt),

Schweizer Meister wird.

### Liste
- 1897/98: Grasshopper Club Zürich (1)
- 1898/99: Anglo-American Club Zürich
- 1899/00: Grasshopper Club Zürich
- 1900/01: Grasshopper Club Zürich
- 1901/02: FC Zürich
- 1902/03: FC Young Boys
- 1903/04: FC St. Gallen
- 1904/05: Grasshopper Club Zürich
- 1905/06: FC Winterthur
- 1906/07: Servette Genf
- 1907/08: FC Winterthur
- 1908/09: FC Young Boys
- 1909/10: FC Young Boys
- 1910/11: FC Young Boys
- 1911/12: FC Aarau
- 1912/13: FC Montriond-Lausanne
- 1913/14: FC Aarau
- 1914/15: SC Brühl St. Gallen (2)
- 1915/16: Cantonal Neuchâtel
- 1916/17: Vereinigte FC Winterthur-Veltheim
- 1917/18: Servette Genf
- 1918/19: FC Etoile
- 1919/20: FC Young Boys
- 1920/21: Grasshopper Club Zürich
- 1921/22: Servette Genf
- 1922/23: nicht vergeben (3)
- 1923/24: FC Zürich
- 1924/25: Servette Genf
- 1925/26: Servette Genf
- 1926/27: Grasshopper Club Zürich
- 1927/28: Grasshopper Club Zürich
- 1928/29: BSC Young Boys
- 1929/30: Servette Genf
- 1930/31: Grasshopper Club Zürich
- 1931/32: Lausanne-Sports (4)
- 1932/33: Servette Genf
- 1933/34: Servette Genf
- 1934/35: Lausanne-Sports
- 1935/36: Lausanne-Sports
- 1936/37: Grasshopper Club Zürich
- 1937/38: FC Lugano
- 1938/39: Grasshopper Club Zürich
- 1939/40: Servette Genf
- 1940/41: FC Lugano
- 1941/42: Grasshopper Club Zürich
- 1942/43: Grasshopper Club Zürich
- 1943/44: Lausanne-Sports
- 1944/45: Grasshopper Club Zürich
- 1945/46: Servette Genf
- 1946/47: FC Biel-Bienne
- 1947/48: AC Bellinzona
- 1948/49: FC Lugano
- 1949/50: Servette Genf
- 1950/51: Lausanne-Sports
- 1951/52: Grasshopper Club Zürich
- 1952/53: FC Basel
- 1953/54: FC La Chaux-de-Fonds
- 1954/55: FC La Chaux-de-Fonds
- 1955/56: Grasshopper Club Zürich
- 1956/57: BSC Young Boys
- 1957/58: BSC Young Boys
- 1958/59: BSC Young Boys
- 1959/60: BSC Young Boys
- 1960/61: Servette Genf
- 1961/62: Servette Genf
- 1962/63: FC Zürich
- 1963/64: FC La Chaux-de-Fonds
- 1964/65: Lausanne-Sports
- 1965/66: FC Zürich
- 1966/67: FC Basel
- 1967/68: FC Zürich
- 1968/69: FC Basel
- 1969/70: FC Basel
- 1970/71: Grasshopper Club Zürich
- 1971/72: FC Basel
- 1972/73: FC Basel
- 1973/74: FC Zürich
- 1974/75: FC Zürich
- 1975/76: FC Zürich
- 1976/77: FC Basel
- 1977/78: Grasshopper Club Zürich
- 1978/79: Servette Genf
- 1979/80: FC Basel
- 1980/81: FC Zürich
- 1981/82: Grasshopper Club Zürich
- 1982/83: Grasshopper Club Zürich
- 1983/84: Grasshopper Club Zürich
- 1984/85: Servette Genf
- 1985/86: BSC Young Boys
- 1986/87: Neuchâtel Xamax
- 1987/88: Neuchâtel Xamax
- 1988/89: FC Luzern
- 1989/90: Grasshopper Club Zürich
- 1990/91: Grasshopper Club Zürich
- 1991/92: FC Sion
- 1992/93: FC Aarau
- 1993/94: Servette Genf
- 1994/95: Grasshopper Club Zürich
- 1995/96: Grasshopper Club Zürich
- 1996/97: FC Sion
- 1997/98: Grasshopper Club Zürich
- 1998/99: Servette Genf
- 1999/00: FC St. Gallen
- 2000/01: Grasshopper Club Zürich
- 2001/02: FC Basel
- 2002/03: Grasshopper Club Zürich
- 2003/04: FC Basel
- 2004/05: FC Basel
- 2005/06: FC Zürich
- 2006/07: FC Zürich
- 2007/08: FC Basel
- 2008/09: FC Zürich
- 2009/10: FC Basel
- 2010/11: FC Basel
- 2011/12: FC Basel
- 2012/13: FC Basel
- 2013/14: FC Basel
- 2014/15: FC Basel
- 2015/16: FC Basel
- 2016/17: FC Basel
- 2017/18: BSC Young Boys
- 2018/19: BSC Young Boys
- 2019/20: BSC Young Boys
- 2020/21: BSC Young Boys
- 2021/22: FC Zürich
- 2022/23: BSC Young Boys
- 2023/24: BSC Young Boys
- 2024/25: FC Basel

### Anzahl Titelgewinne
| Rang | Verein                                            | Meister-Titel | Zuletzt | Meistersterne |
| ---- | ------------------------------------------------- | ------------- | ------- | ------------- |
| 01.  | Grasshopper Club Zürich                           | 27            | 2003    | 2             |
| 02.  | FC Basel                                          | 21            | 2025    | 2             |
| 03.  | Servette Genf                                     | 17            | 1999    | 1             |
|      | BSC Young Boys                                    | 17            | 2024    | 1             |
| 05.  | FC Zürich                                         | 13            | 2022    | 1             |
| 06.  | FC Montriond-Lausanne / Lausanne-Sports           | 07            | 1965    | –             |
| 07.  | FC Winterthur / Vereinigte FC Winterthur-Veltheim | 03            | 1917    | –             |
|      | FC Lugano                                         | 03            | 1949    | –             |
|      | FC La Chaux-de-Fonds                              | 03            | 1964    | –             |
|      | Cantonal Neuchâtel / Neuchâtel Xamax              | 03            | 1988    | –             |
|      | FC Aarau                                          | 03            | 1993    | –             |
| 12.  | FC Sion                                           | 02            | 1997    | –             |
|      | FC St. Gallen                                     | 02            | 2000    | –             |
| 14.  | Anglo-American Club Zürich                        | 01            | 1899    | –             |
|      | SC Brühl St. Gallen                               | 01            | 1915    | –             |
|      | FC Étoile                                         | 01            | 1919    | –             |
|      | FC Biel-Bienne                                    | 01            | 1947    | –             |
|      | AC Bellinzona                                     | 01            | 1948    | –             |
|      | FC Luzern                                         | 01            | 1989    | –             |

Stand: 2024

### Titel in Serie
- 8 Titel in Folge: FC Basel (2010–2017)
- 4 Titel in Folge: BSC Young Boys (2×) (1957–1960; 2018–2021)
- 3 Titel in Folge: FC Young Boys (1909–1911), FC Zürich (1974–1976), Grasshopper Club Zürich (1982–1984)
- 2 Titel in Folge: Grasshopper Club Zürich (5×) (1900–1901; 1927–1928; 1942–1943; 1990–1991; 1995–1996); Servette Genf (2×) (1934–1935; 1961–1962); Lausanne-Sports (1×) (1935–1936); FC La Chaux-de-Fonds (1×) (1954–1955); FC Basel (3×) (1969–1970; 1972–1973; 2004–2005); Neuchâtel Xamax (1×) (1987–1988); FC Zürich (1×) (2006–2007), BSC Young Boys (1×) (2023–2024)

Stand: 2024

## Fussball-Meisterschaften anderer Verbände

### Schweizerischer Arbeiter-Turn- und Sportverband (SATUS)
Meisterschaft in Regionalgruppen (Serie A) mit Finalturnier. Von 1948 bis 1957 bestand eine Landesliga.
1921 Fortuna Basel
1922 ACC Basel
1923 Aussersihl Zürich
1924 Wiedikon Zürich
1925 Wipkingen Zürich
1926 Grasshoppers Basel
1927 Horburg Basel
1928 Horburg Basel
1929 Horburg Basel
1930 Kein Meister infolge Verbandsausschluss einer grossen Zahl von Vereinen und Neubildung des Schweizerischen Arbeiterfussball-Verbandes (SAFV)
1931 Basel-Ost
1932 Strassenbahn Zürich
1933 Bern Nord
1934 Basel Ost
1935 Union PTT Genève
1936 Sparta Basel
1937 Sportfreunde Basel
1938 Nordstern Zürich
1939 Châtelaine Genève
1940 nicht ausgetragen
1941 Basel-Ost
1942 Sportfreunde Basel
1943 Sportfreunde Basel
1944 Châtelaine Genève
1945 Carouge Genève
1946 Bern-West
1947 Sportfreunde Basel
1948 Geneva Genève
1949 Geneva Genève
1950 Geneva Genève
1951 Geneva Genève
1952 Sportfreunde Basel
1953 Baudepartement Basel
1954 Baudepartement Basel
1955 Nordstern Zürich
1956 Ostermundigen Bern
1957 Ostermundigen Bern
1958 Nordstern Zürich
1959 Ostermundigen Bern
1960 Ostermundigen Bern
1961 Nordstern Zürich
1962 Nordstern Zürich
1963 Nordstern Zürich
1964 Nordstern Zürich
1965 Isar Renens
1966 Baudepartement Basel
1967 Baudepartement Basel
1968 Carouge Genève
1969 Bella Italia Zürich
1970 Grasshoppers Basel
1971 Grasshoppers Basel
1986 Baudepartement Basel
1992 Lusitano Lausanne
1997 FC Alkar Basel
1999 FC Alkar Basel
2000 Baudepartement Basel
2001 FC Alkar Basel
2002 FC Peru Inca Lausanne
2003 AS Timau Basel
2004 FC Peru Inca Lausanne
2014 FC Amicitia Riehen
2015 FK Vardar Basel

### Schweizer Firmensportverband (SFS)
Meisterschaft in Regionalgruppen (Serie A) mit Finalturnier.
1943 Bertram Basel
1944 Hasler Bern
1945 Sandoz Basel
1946 Sandoz Basel
1947 CIBA Basel
1948 NCR Zürich
1949 Strassenbahner Bern
1950 Sandoz Basel
1951 SRO Zürich
1952 NCR Zürich
1953 Sandoz Basel
1954 SRO Zürich
1955 NCR Zürich
1956 CIBA Basel
1957 Weinmann Schaffhausen
1958 Polizei Bern
1959 Polizei Bern
1960 Polizei Bern
1961 nicht ausgetragen
1962 Swissair
1963 Polizei Bern
1964 Swissair
1965 Swissair
1966 Swissair
1967 Bankverein Zürich
1968 Swissair
1969 Sandoz Basel
1970 SIG Neuhausen
1971 Bankverein Zürich
1972 Sandoz Basel
1973 Polizei Bern
1974 BBC Oerlikon
1975 Kreditanstalt Zürich
1976 Bankverein Basel
1977 Bankverein Basel
1978 Bankverein Basel
1979 Bankverein Basel
1980 Swissair
1981 Swissair
1982 Kreditanstalt Zürich
1983 Bankverein Basel
1984 Post St. Gallen
1985 Sandoz Basel
1986 Bankverein Basel
1987 Coop Bern
1988 Bankverein Basel
1989 Grossenbacher Zürich
1990 Grossenbacher Zürich
1991 Grossenbacher Zürich
1992 Grossenbacher Zürich
1993 Grossenbacher Zürich
1994 Grossenbacher Zürich
1995 Post St. Gallen
1996 Kantonalbank Zürich
1997 Bankverein Zürich
1998 Bauverwaltung St. Gallen
1999 Kantonalbank St. Gallen
2000 Swissair
2001 Eisenbahner Bern
2002 Swissair
2003 Polizei St. Gallen
2004 Polizei St. Gallen
2005 Polizei St. Gallen
2006 UBS Zürich
2007 UBS Zürich
2008 Baumann-Springs Zürich
2009 UBS Zürich
2010 UBS Zürich
2011 Swiss Life Bern
2012 UBS Zürich
2013 UBS Zürich
2014 Hota St. Gallen
2015 Hota St. Gallen
2016 FC SwissLife
2017 Polizei Basel SC
2018 Atletico Almodobar CF
2019 Sportfreunde Gonzo
2020 nicht vergeben (Covid-19)
2021 nicht vergeben (Covid-19)
2022 Fork & Bottle

### Schweizerischer Arbeiterfussball-Verband (SAFV)
Der Verband entstand 1929/30 nach dem Ausschluss kommunistisch dominierter Vereine aus dem SATUS. Die Meisterschaft wurde in zwei Regionalgruppen (Basel und Zürich) mit Finalturnier ausgetragen. Die ebenfalls aus dem SATUS ausgeschlossenen Westschweizer Vereine trugen in der «Fédération Romande des Sports Ouvriers» (FRSO) eine eigene Meisterschaft aus. Während der Saison 1935/36 erfolgte die Reintegration in den SATUS. Die getrennten Meisterschaften wurden zu Ende gespielt. Im Anschluss daran besiegte SATUS-Meister Sparta Basel in einem «Einheitsspiel» SAFV-Meister St. Johann Basel mit 5:1.
1930 Horburg Basel
1931 Sturm 24 Zürich
1932 Vereinigte Sportfreunde Basel
1933 Vereinigte Sportfreunde Basel
1934 St. Johann Basel
1935 Altstadt Zürich und Wipkingen Zürich
1936 St. Johann Basel